# Allas-les-Mines
Allas-les-Mines település Franciaországban, Dordogne megyében. Lakosainak száma 195 fő (2022. január 1.). Allas-les-Mines Castels et Bézenac, Veyrines-de-Domme, Berbiguières, Castelnaud-la-Chapelle, Cladech, Saint-Vincent-de-Cosse és Saint-Germain-de-Belvès községekkel határos.

## Népesség
A település népességének változása:
| Lakosok száma | 236  | 185  | 203  | 208  | 201  | 210  | 204  | 196  | 194  | 195  |
|               | 1968 | 1982 | 1990 | 2006 | 2013 | 2015 | 2017 | 2019 | 2020 | 2022 |